# ویلیام مکالی
ویلیام مکالی (انگلیسی: William E. Macaulay; ۲ سپتامبر ۱۹۴۵ – ۲۶ نوامبر ۲۰۱۹) مدیر کارآفرین و سرمایه‌دار اهل ایالات متحده آمریکا بود، که در سال ۱۹۸۴ شرکت فرست رزرو کورپوریشن را تأسیس کرد.